# مجلس نواب إلينوي
مجلس نواب إلينوي (بالإنجليزية: Illinois House of Representatives)‏ هو مجلس النواب التشريعي لولاية إلينوي الأمريكية، يقع المقر الرئيسي له في سبرينج فيلد، إلينوي، وهو المجلس الأدنى في جمعية إلينوي العامة.

## طالع أيضًا
- جمعية إلينوي العامة